# 조선민주주의인민공화국 내각사무처
내각사무처(內閣事務處)는 조선민주주의인민공화국의 내각 직할 중앙 행정기관으로, 내각의 법제, 인사, 행정 관리,상훈과 기타 내각의 서무, 각 처부와 청, 인민위원회 사무국의 공무원 채용에 관한 사무를 주관, 관장하며 각의에 상정될 의안을 정리한다. 북조선의 지방 인민위원회 사무국의 직원은 내각사무처에서 공개 채용하여 부임한다. 내무성의 예하기관이었다가 뒤에 내각 직할로 변경되었다. 내무성에서 독립한 이후로는 다른 중앙행정기관의 소관에 속하지 아니하는 사무를 관장하는 독립된 중앙행정기관이었다.

## 연혁
- 1948년 9월 2일 내무성 설치 시 내무성 내 내각사무처 설치
- 내무성에서 독립

## 조직
- 고시국
- 법제사법국 : 사법성으로 업무 이관, 년도미상
- 지질총국
- 각의심사위원회
- 인사국
  - 인사정책과
  - 조직관리과
  - 중앙간부교육원
- 중앙인사심의위원회

## 역대 처장, 국장

### 역대 처장
- (임시) 방학세 1948년 9월 2일 ~ 1948년 10월 2일, 내무상으로 겸직

- 량계

- 김영호 2005년 ~

### 역대 내각 사무국장
- 한병옥 1948년 10월 2일 ~

### 역대 간부국장
- 장종식 1948년 10월 2일 ~

### 역대 지질총국장
- 전하철 1970년 3월 ~

### 역대 1국장
- 최재우 1962년 10월 23일 ~
- 전하철 1965년 ~

### 역대 5국장
- 오태봉 1962년 10월 23일 ~

### 부국장
- 김봉철 2007년 2월 ~ 2008년

## 같이 보기
- 내무성
- 지방행정성
- 지방경리성
- 도시경영성